# كولن فيشر
كولن فيشر (بالإنجليزية: Colin Fisher)‏ هو لاعب اتحاد الرغبي بريطاني، ولد في 27 ديسمبر 1949.